# Sundharukobbarna
Sundharukobbarna är öar i Finland. De ligger i Finska viken och i kommunen Raseborg i landskapet Nyland, i den södra delen av landet. Öarna ligger omkring 88 kilometer sydväst om Helsingfors.
Arean för den av öarna koordinaterna pekar på är 0,3 hektar och dess största längd är 80 meter i sydväst-nordöstlig riktning. Närmaste befolkade plats är Tvärminne Zoologiska Station, 18,0 km väster om Sundharukobbarna.